# Benedetto Bonfigli

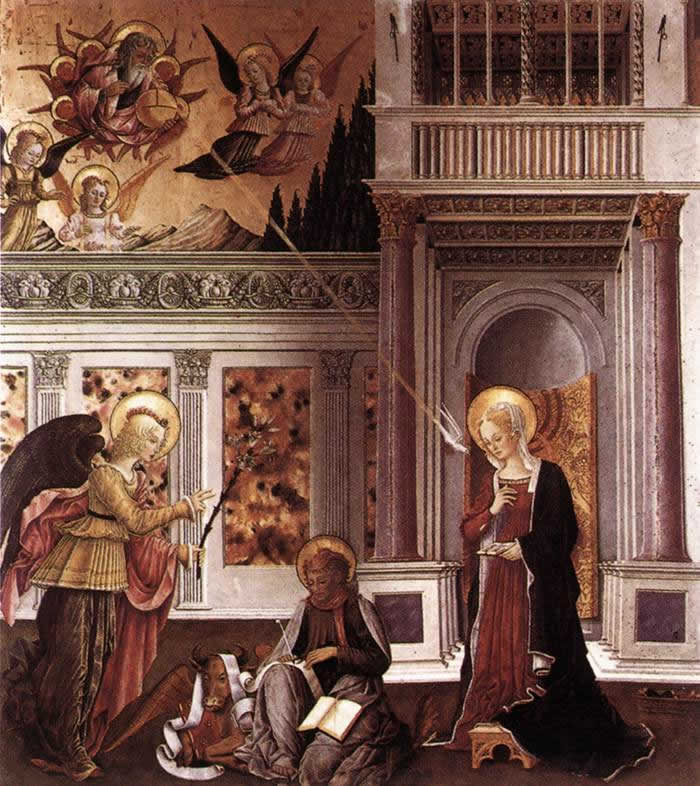
Annunciazione, Galleria Nazionale dell'Umbria

Benedetto Bonfigli (Perugia, 1420 – 8 luglio 1496) è stato un pittore italiano.

## Biografia
Intrapresa l'arte accanto a Giovanni Boccati di Piermatteo, eseguì la pittura quattrocentesca umbra influenzata fortemente da Domenico Veneziano e dalla scuola toscana. Fu definito dal Vasari il più grande artista umbro prima dell'ascesa del Perugino.
Benedetto Bonfigli è stato un artista di impronta nettamente rinascimentale con qualche nota di gotico. Nel 1450 lavorò in Vaticano, anche se successivamente non si separò mai dalla sua città natale. Il suo contributo più importante è forse il ciclo di affreschi  Storie di S.Ludovico e S.Ercolano della cappella di Palazzo dei Priori in Perugia realizzato nel 1454 (oggi nella Galleria Nazionale dell'Umbria). Gli affreschi sono riccamente decorati e le scene vengono ambientate sullo sfondo delle vedute di palazzi e chiese della città di Perugia nel '400 e di alcuni monumenti di Roma.

Di notevole pregio è anche l'Adorazione dei Magi (1464), realizzata per la Chiesa di San Domenico. Partecipò alla esecuzione delle otto tavole raffiguranti le Storie di San Bernardino nel 1473, ove prese parte anche Il Perugino, veri capolavori della pittura regionale. Infine fra le diverse opere dell'artista non va dimenticato il Gonfalone di San Bernardino conservato nella Galleria Nazionale dell'Umbria, e il Gonfalone di San Francesco al prato conservato nell'omonimo Oratorio di Perugia, nonché l'Assedio di Perugia ed un'Annunciazione.

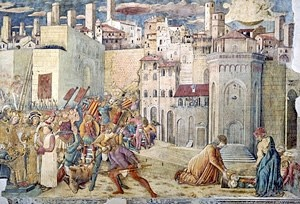
Benedetto Bonfigli, Storie di Sant'Ercolano, affresco,1461-1480, Galleria nazionale dell'Umbria
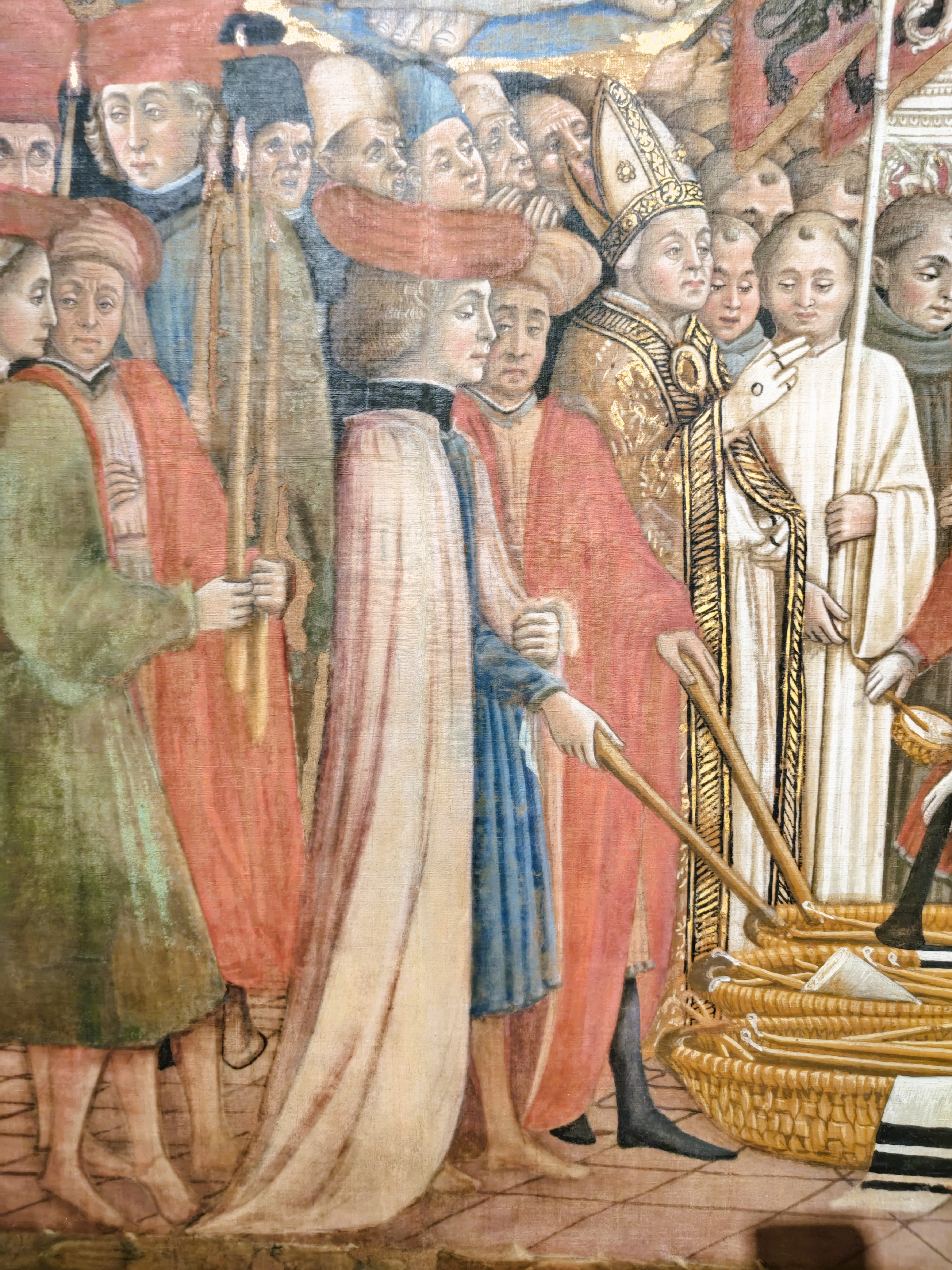
Braccio Baglioni, Signore di Perugia
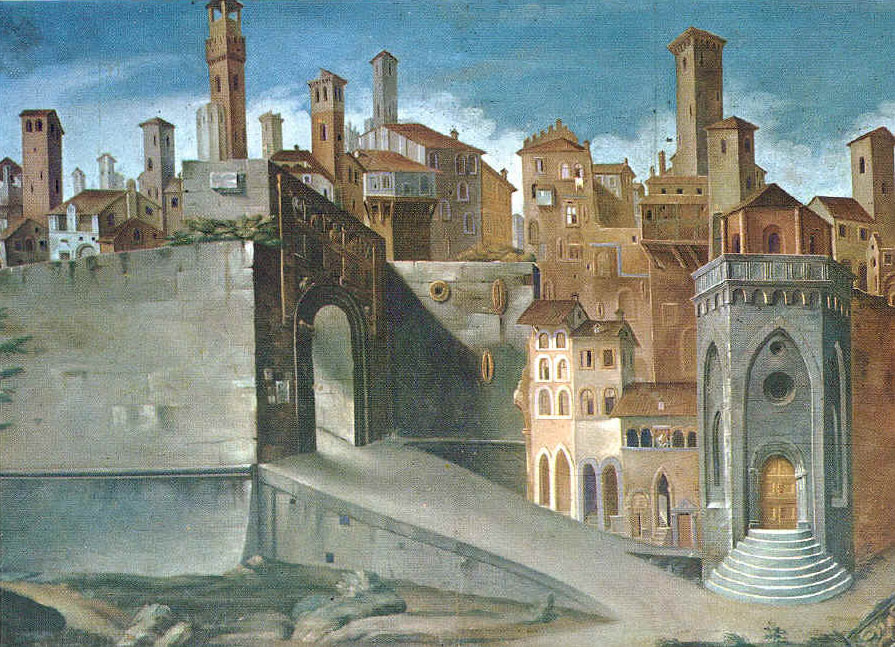
Veduta di Perugia nel 1454
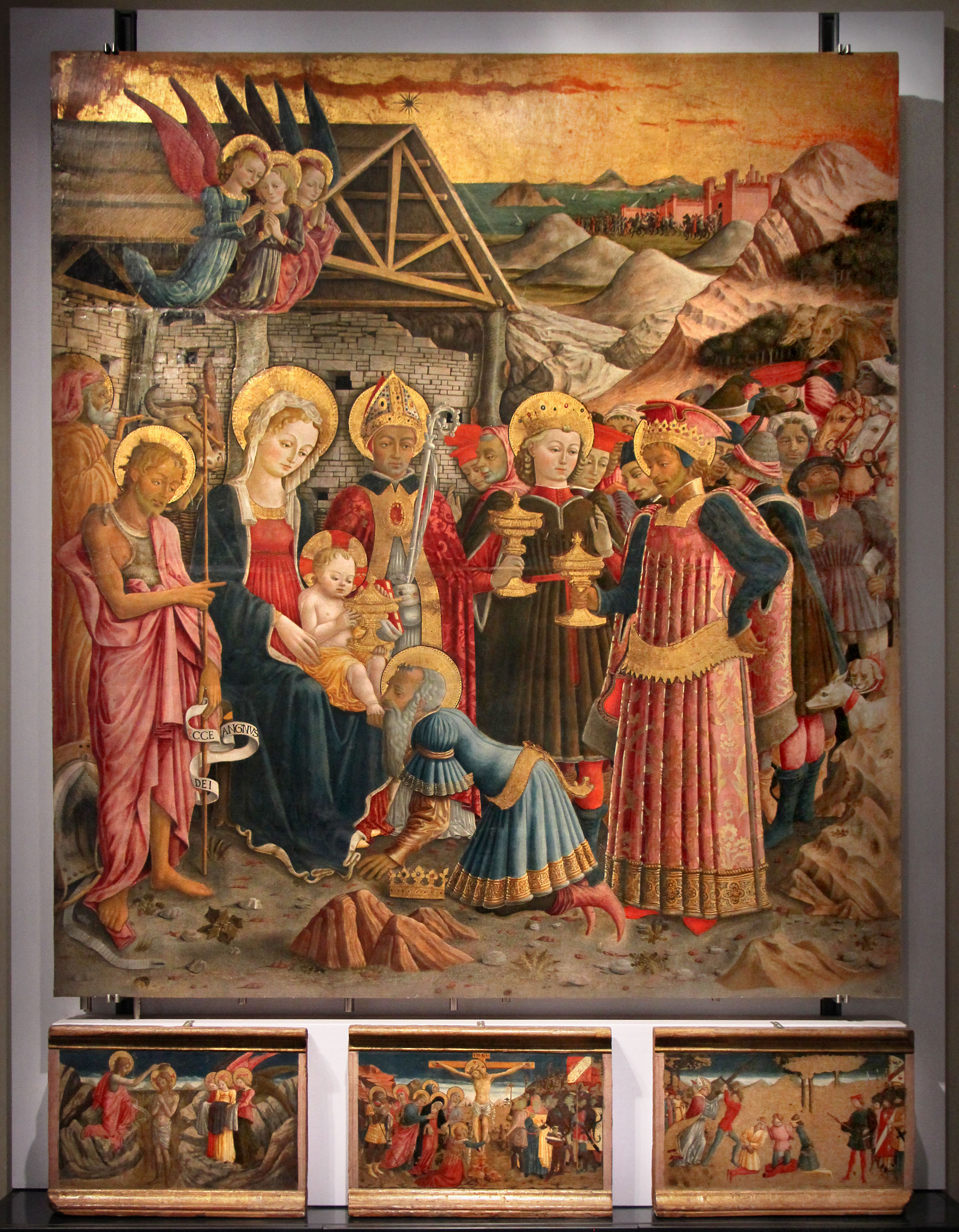
Adorazione dei magi, 1466, Galleria nazionale dell'Umbria
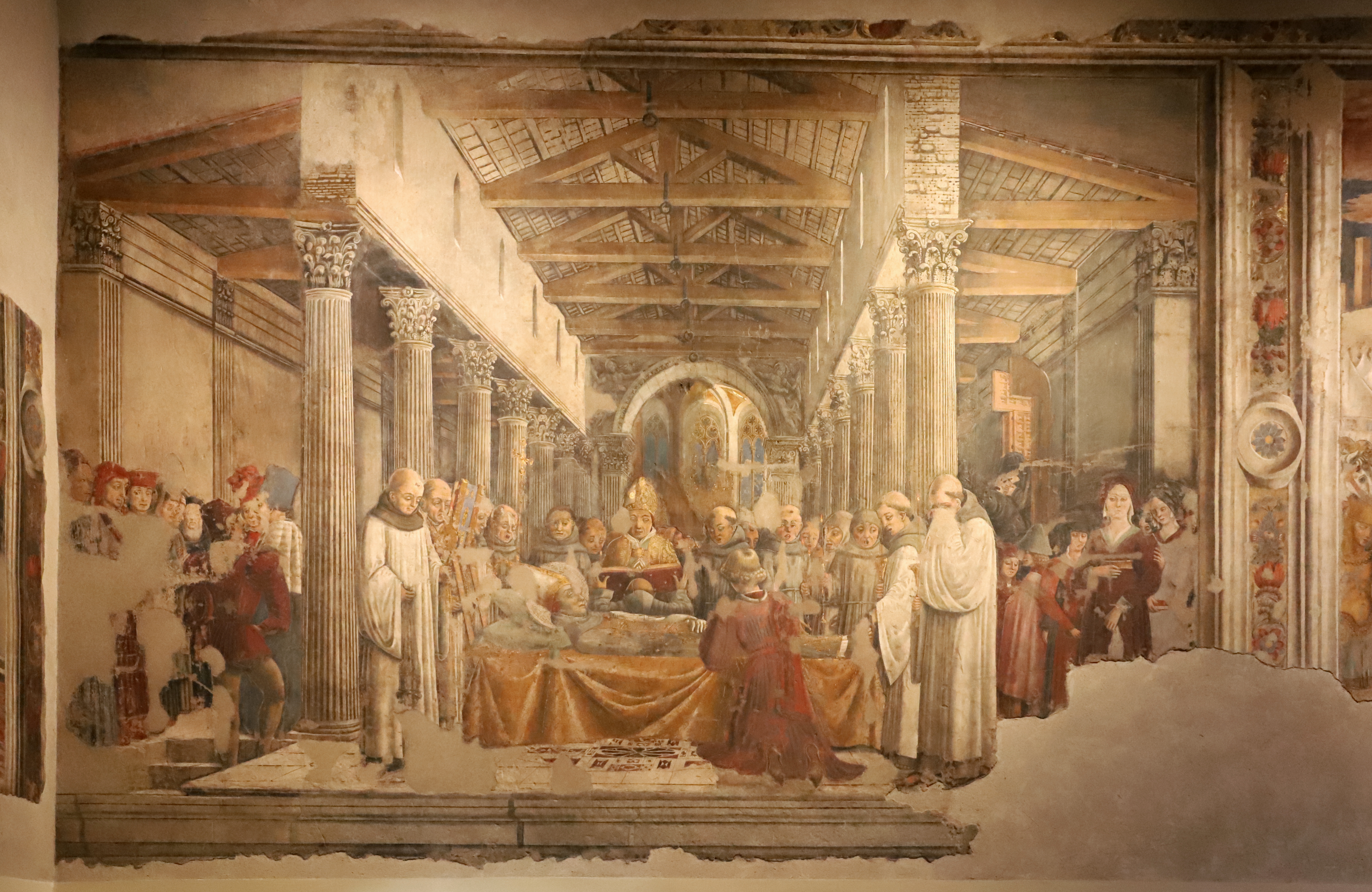
Storie dei santi Ercolano e Ludovico da Tolosa, esequie di s. ludovico, 1454-80, Galleria nazionale dell'Umbria
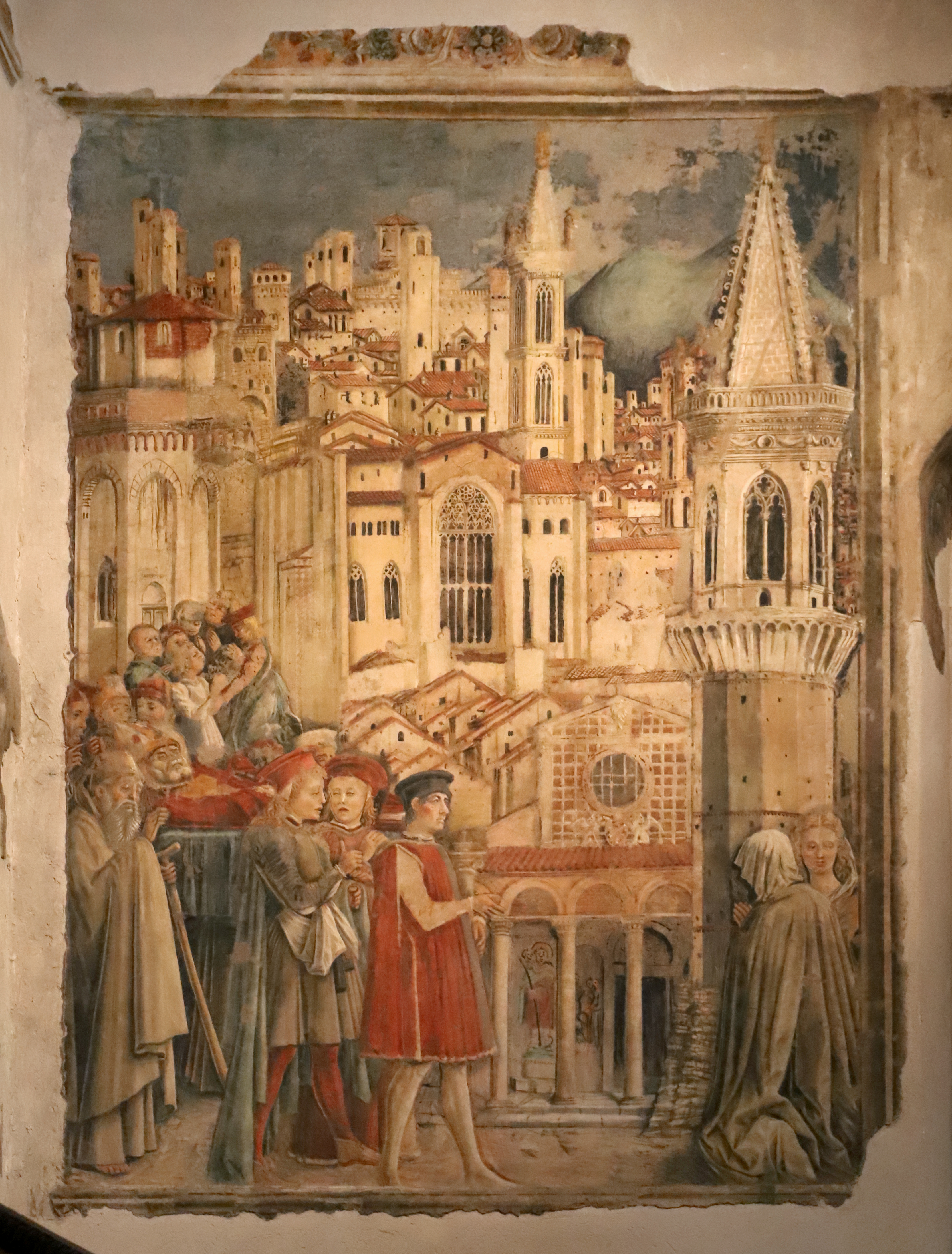
Storie dei santi Ercolano da Perugia e Ludovico da Tolosa, seconda traslazione del corpo di San Ercolano al duomo di San Lorenzo, 1454-80, Galleria nazionale dell'Umbria